# Leimatu'a
Leimatu'a es la capital del distrito de Leimatu'a, en la isla de Vava'u, Tonga. Tiene una población de 1.429 habitantes en 2021.